# Кочки (Дмитровский район)
Ко́чки — упразднённый посёлок, существовавший на территории Дмитровского района Орловской области. Входил в состав Долбёнкинского сельсовета.

## География
Располагался на юго-востоке района, в 21 км к юго-востоку от Дмитровска, у самой границы с Железногорским районом Курской области, на правом берегу реки Речицы. Состоял из одной улицы, протянувшейся с запада на восток. Ближайший, ныне существующий населённый пункт — посёлок Паньшино, расположенный на противоположном берегу Речицы.

## История
В 1926 году в посёлке было 8 дворов, проживало 54 человека (28 мужского пола и 26 женского). В то время Кочки входили в состав Долбенкинского сельсовета Долбенкинской волости Дмитровского уезда. С 1928 года в составе Дмитровского района. В 1937 году в посёлке было 7 дворов. Во время Великой Отечественной войны, с октября 1941 года по август 1943 года, находился в зоне немецко-фашистской оккупации. В 1943 году в районе Кочек неоднократно проходили бои Красной Армии с немецко-фашистскими захватчиками. Упразднён 7 мая 1976 года.

## Население
| 54 |